# Traité de Troyes
 (octobre 2013).
Pouilly-le-Fort (1419) Amiens (1423)
Le traité de Troyes est un traité signé le 21 mai 1420 à Troyes entre Henri V d'Angleterre et Charles VI de France, faisant du premier l'héritier légitime du second.
Il marque l'apogée de la suprématie anglaise lors de la guerre de Cent Ans, faisant suite à la conquête de la Normandie et à plusieurs victoires anglaises, notamment celle d'Azincourt en 1415.
Permise par l'alliance des Anglais avec les Bourguignons, la ratification de ce traité ouvre une nouvelle phase de la guerre civile française, entre les partisans de la double monarchie franco-anglaise et ceux du dauphin Charles, qui perdure jusqu'en 1435, date de sa résolution par le traité d'Arras.

## Historique

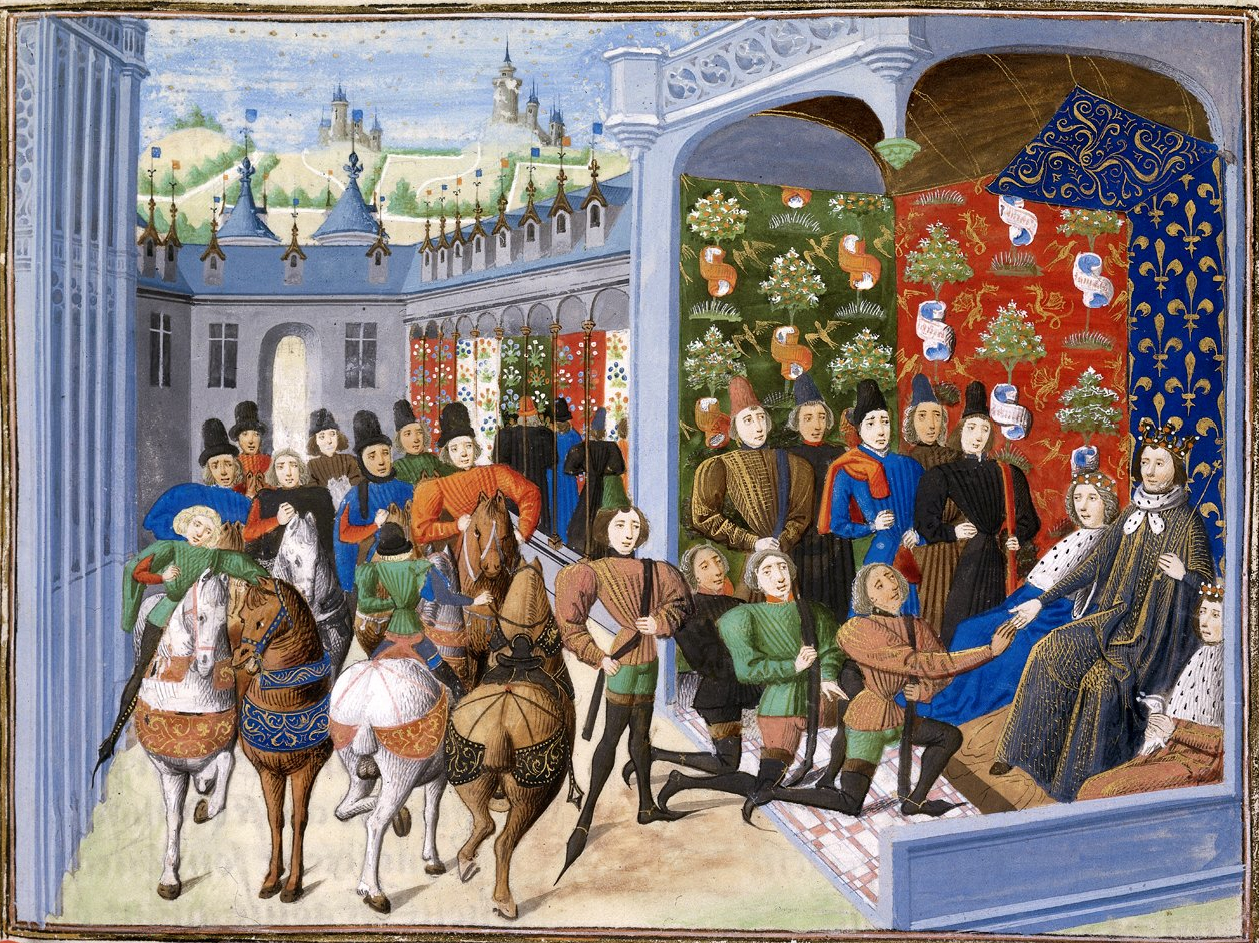
Charles VI (roi de France) et Isabeau de Bavière durant le traité de Troyes. Chroniques de Jean Froissart, British Library, Harley 4380, 40, c. 1470-1472.

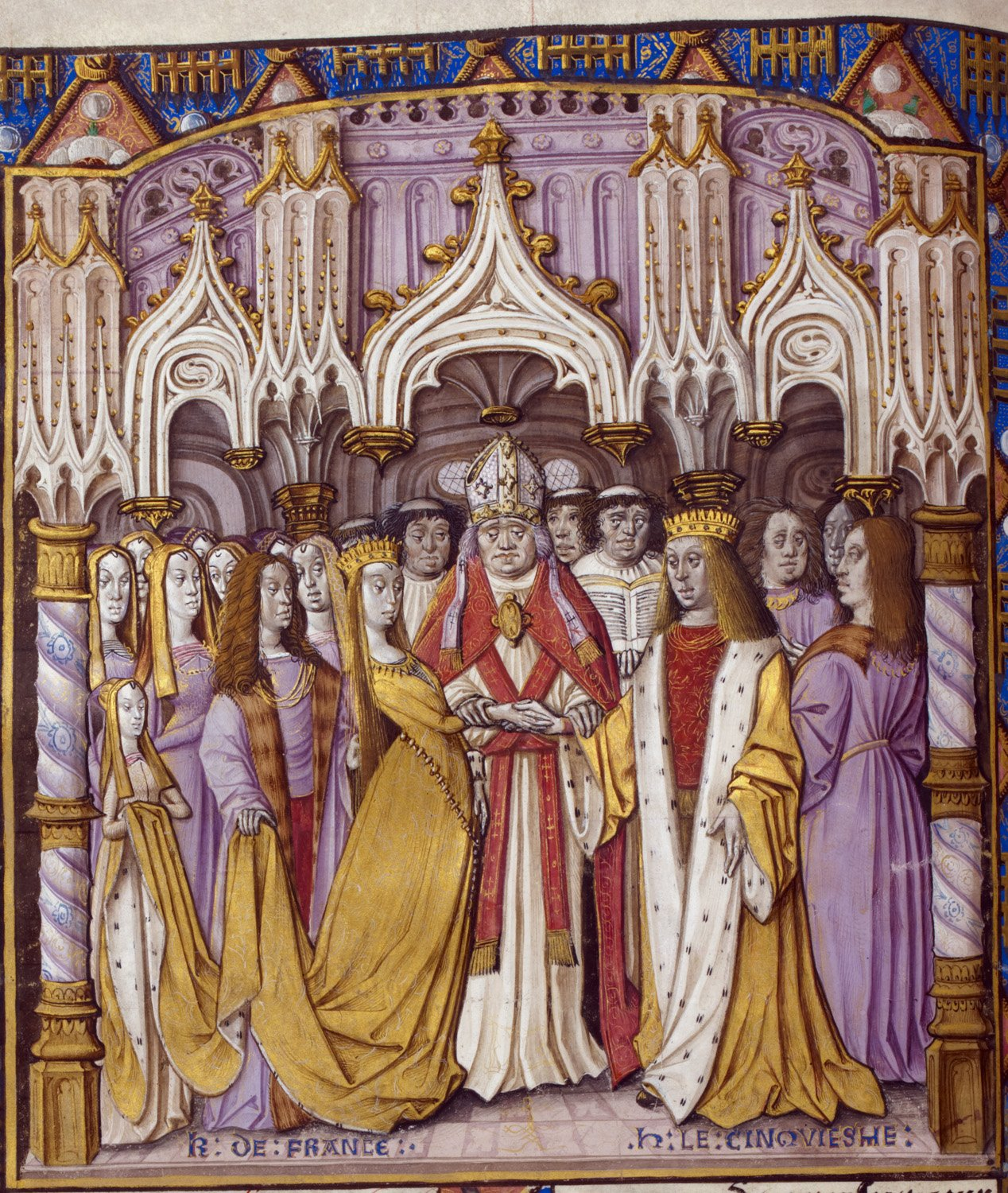
Mariage de Henri V (roi d'Angleterre) et de Catherine de Valois, fille de Charles VI (roi de France) de France. British Library, Jean Chartier, Chronique de Charles VII, vers 1490, Royal 20 E. vi, 9.

La France du traité de Troyes (1420-1429)

Signé le 21 mai 1420 dans la cathédrale Saint-Pierre, à Troyes, il prévoit que le roi de France, Charles VI, aura pour successeur après sa mort son gendre, le roi d'Angleterre Henri V.
Ce traité est avant tout l'œuvre du duc Philippe III de Bourgogne, dit Philippe le Bon. C'est son chancelier Jean de Thoisy qui le conçoit et le négocie. Philippe le Bon exerce alors la régence pour Charles VI qui, du fait de sa maladie, ne dirige plus directement le pays depuis 1392. Philippe de Bourgogne et Henri V d'Angleterre forment à cette occasion une alliance contre le dauphin Charles, futur Charles VII.
En effet, la légitimité à succéder du « soi-disant dauphin » est niée dans le traité, en raison de ses « crimes énormes ». On lui reproche essentiellement d'avoir commandité l'assassinat du duc de Bourgogne Jean sans Peur, père de Philippe le Bon, le 10 septembre 1419, sur le pont de Montereau. Les rumeurs concernant une illégitimité liée à une infidélité de la reine Isabeau de Bavière furent colportées par les Bourguignons, mais une telle affirmation ne pouvait être inscrite sans heurter le roi de France.
Charles, réfugié à Bourges, voit ainsi ses prétentions à la Couronne remises en cause, mais conserve de fait le gouvernement du Sud de la France. Les signataires du traité prévoient par ailleurs le mariage d'Henri V avec Catherine de Valois, fille de Charles VI et de la reine Isabeau. Henri aspire, à ce titre, à être le seul héritier de la couronne de France et prend immédiatement la tête de la régence. Mort, Charles VI léguera donc sa couronne à son gendre, puis, éventuellement, à un petit-fils à naître. Le mariage d'Henri et de Catherine est célébré le 2 juin 1420, jour de la Trinité, dans l'église Saint-Jean-du-Marché de Troyes,.
Le 1er décembre 1420, Henri V fait une entrée triomphale à Paris en compagnie du roi Charles VI et du duc Philippe le Bon. L'université de Paris, avec à sa tête le recteur Pierre Cauchon, et les états généraux de langue d'oïl lui apportent leur soutien en enregistrant le traité de Troyes.
Le 31 août 1422, Henri V meurt, peu avant Charles VI, le 21 octobre suivant. Le fils d'Henri V, âgé de dix mois, est ainsi proclamé « roi de France et d'Angleterre » (il devient Henri VI d'Angleterre, et, hypothétiquement, Henri II de France). Le duc de Bedford assure dès lors la régence en France, et met le siège devant Orléans, la dernière ville au nord de la Loire fidèle à Charles VII, le 12 octobre 1428.
Par la suite, les victoires du parti de Charles VII avec l'aide de Jeanne d'Arc (bataille de Patay et chevauchée vers Reims), rendent caduc le traité de Troyes, par ailleurs cassé par les juristes fidèles à la maison de Valois, arguant, d'une part, que la couronne de France n'appartient pas au roi de France, qui ne pouvait donc en disposer et que, d'autre part, la succession au trône de France est liée à l'application de la loi salique, qui interdit aux filles de transmettre des droits à la couronne. Cependant, les rois d'Angleterre, bien que ne possédant de facto aucun pouvoir au royaume de France, conservent officiellement le titre de roi de France pendant près de quatre siècles, avant que Georges III ne l'abandonne en 1801, lorsque la Grande-Bretagne s'unit avec l'Irlande.

## Extrait
« Charles par la grâce de Dieu, roi de France […] Premièrement que, pour que ce que par l'alliance de mariage faite pour le bien de la dite paix en notre dit fils le roi Henri et notre très chère et très aimée fille Catherine, il est devenu notre fils […] — 6. Item, est accordé que tantôt après notre trépas et dès lors en avant, la couronne et le royaume de France, avec tous leurs droits et appartenances demeureront et seront perpétuellement à notre dit fils le roi Henri et ses hoirs. — 7. Item, que pour ce que nous sommes tenus et empêchés le plus du temps, par telle manière que nous ne pouvons en notre personne entendre ou vacquer à la disposition des besognes de notre royaume, la faculté et exercice de gouverner et ordonner la chose publique dudit royaume seront et demeureront, notre vie durant, à notre fils dit le roi Henri, avec le conseil des nobles et sages du royaume… — 12. Item, que notre fils labourera de son pouvoir, et le plutôt que faire se pourra profitablement, à mettre en notre obéissance toutes et chacunes villes cités et châteaux, lieux, pays et personnes dedans notre royaume, désobéissants à nous et rebelles, tenant le parti ou étant du parti vulgairement appelé du Dauphin ou d'Armagnac… — 29. Item, considéré les horribles et énormes crimes et délits perpétrés audit royaume de France, par Charles, soi-disant dauphin de Viennois, il est accordé que nous, ni notre dit fils le roi Henri, ni aussi notre très cher Philippe, duc de Bourgogne, ne traiterons aucunement de paix ou de concorde avec ledit Charles, ne ferons ou ferons traiter, sinon du conseil et assentiment de tous et chacun de nous trois et des trois États des deux royaumes dessus dits… »

## Postérité du traité de Troyes
Ironie historique, Henri VI, bénéficiaire (involontaire) du traité de Troyes, se retrouvera 40 années plus tard dans la position de Charles VI, contraint par l'Acte d'Accord de déshériter son propre fils de la couronne d'Angleterre en 1460 durant la guerre des Deux-Roses[réf. nécessaire].

### Accords franco-britanniques
- Le traité de Picquigny en 1475 qui met officiellement fin à la guerre de Cent Ans après la bataille de Castillon en 1453
- Un second traité de Troyes (en) en 1564 où Élisabeth Ire restitue officiellement le port du Havre aux Français contre paiement d'une compensation de 120 000 couronnes
- La paix d'Amiens signée le 27 mars 1802
- L'Entente cordiale signée le 8 avril 1904

### Postérité littéraire
- La pièce de Shakespeare Henri V (1599) se termine avec l'adoption du traité de Troyes durant l'acte 5.

### Commémorations historiques
- Les fêtes johanniques et commémoration du cinquième centenaire du passage de Jeanne d'Arc à Troyes (1919-1929)
- Une exposition Troyes 1420, Un Roi pour deux couronnes célèbre les 600 ans du Traité à l'hôtel-Dieu-le-Comte de Troyes, du 4 septembre 2020 au 3 janvier 2021 [7]

### Sources primaires
- Eugène Cosneau (éd.), Les grands traités de la guerre de Cent ans, Paris, Alphonse Picard, coll. « Collection de textes pour servir à l'étude et à l'enseignement de l'histoire » (no 7), 1889, VIII-189 p. (présentation en ligne, lire en ligne), p. 100-115.